# Bouro (Oula)
Pour les articles homonymes, voir Bouro.
Bouro est une localité située dans le département de Oula de la province du Yatenga dans la région Nord au Burkina Faso.

## Santé et éducation
Le centre de soins le plus proche de Bouro est le centre de santé et de promotion sociale (CSPS) de Oula tandis que le centre hospitalier régional (CHR) se trouve à Ouahigouya.
Depuis 2018, Bouro possède une école primaire publique de trois classes construite avec l'aide financière du Japon pour un montant de 73 000 euros.